# Stefan z Niborka
Stefan z Niborka (zm. 1495 w Chełmży) – biskup chełmiński sekretarz wielkiego mistrza krzyżackiego. 

## Życiorys
Proboszcz elbląski, kanonik warmiński. Wybrany przez kapitułę  na biskupa 4 listopada 1479, zatwierdzony przez papieża Sykstusa IV 19 stycznia 1480,  konsekrowany na biskupa w 1481. Zwołał synod diecezjalny na którym potwierdzono łączność metropolitalną z archidiecezją ryską. W 1494 z polecenia papieża Aleksandra VI złożył homagium arcybiskupowi ryskiemu Michaelowi Hildebrandowi. Konsekrował kościół w Grabowie, potwierdził fundację rycerza Jana z Kruszyn dla kościoła św. Ducha w Brodnicy.
Na wiosnę 1495 otrzymał od króla Jana Olbrachta, przebywającego w Toruniu, pozwolenie na zajęcie dóbr starogrodzkich oraz folwarku unisławskiego.